# سون لیندبری
سون لیندبری (سوئدی: Sven Lindberg؛ ‏ ۲۰ نوامبر ۱۹۱۸ – ۲۵ دسامبر ۲۰۰۶) یک بازیگر اهل سوئد بود.
از فیلم‌ها یا سریال‌های تلویزیونی که وی در آن نقش داشته است، می‌توان به رؤیاها، داستان تراژدیک هملت - شاهزادهٔ دانمارک و موسیقی در تاریکی اشاره کرد.